# Jayde Nicole
Pour les articles homonymes, voir Nicole.
Jayde Nicole, née le 19 février 1986, est une mannequine canadienne. Elle a été la playmate du mois de janvier 2007 du magazine Playboy et a été nommée playmate de l'année de 2008. 
Elle est la troisième femme canadienne choisie comme playmate de l'année et la première depuis 1982 : les précédentes étaient Dorothy Stratten en 1980 et Shannon Tweed en 1982.

## Biographie
Les parents de Jayde étaient tous deux des enfants adoptés, ainsi elle ne connaît pas ses origines ethniques. Jayde a commencé à poser comme modèle à l'âge de six ans pour des catalogues et des sessions de mode. L'année suivante, sa famille a déménagé de Scarborough vers Port Perry, en Ontario. À l'âge de 11 ans, elle a cessé de poser momentanément, s'estimant à présent "trop mûre pour continuer à faire un travail d'enfant".   
Quand elle a eu 15 ans, elle a été repérée par un employé d'une agence de modèles de Toronto, près du centre d'Air Canada alors qu'elle venait de sortir d'un concert et il lui offrit l'opportunité de renouer avec le mannequinat. Depuis lors, elle est apparue dans de nombreux magazines et défilés de mode. Elle a elle-même créé sa propre agence, "A Touch of Class", qui est basée à Port Perry. 
Elle est diplômée du collège de Port Perry et a ensuite suivi des études hôtelières au George Brown College de Toronto, mais a abandonné pour continuer sa carrière de mannequin. C'est sa mère qui lui a présenté pour la première fois un numéro de Playboy en lui suggérant de tenter de poser pour le magazine.
Jayde Nicole a été choisie pour être Miss Janvier 2007, et a été photographiée par Arny Freytag. Elle a ensuite été choisie comme Playmate de l'Année 2008. Comme signe particulier, elle porte en tatouage au-dessus du pubis le mot RESPECT en lettres gothiques.